# Thalictrum appendiculatum
Thalictrum appendiculatum là một loài thực vật có hoa trong họ Mao lương. Loài này được C.A.Mey. miêu tả khoa học đầu tiên năm 1830.